# メシュ・ヘ
メシュ・ヘ（Mesh-he）は、古代メソポタミア、ウルク第1王朝の王。
ウルク第1王朝の10代目のルガルであるが詳細は不明。
シュメール王名表では、エン・ヌン・タラ・アナの後に36年統治し、紀元前2588年に没し、後をメレム・アナが続いたとされるが、メシュ・ヘ及びその後継者の歴史性は完全には確立されていない。